# Ковальский, Николай Александрович
Никола́й Алекса́ндрович Кова́льский (12 октября 1925, Ленинград, СССР — 9 июня 2001, Москва, Россия) — советский и российский историк и политолог, специалист в области международных отношений, месте религии (в частности католичества) в мировой политике и социальному развитию современного мира. Доктор исторических наук, профессор. Один из авторов «Атеистического словаря».

## Биография
Родился 12 октября 1925 года в Ленинграде.
Во время Великой Отечественной войны в 1943—1945 годах служил матросом Черноморского флота ВМФ СССР.
В 1950 году окончил МГИМО. Там же аспирантуру.
Работал редактором в Издательстве иностранной литературы.
В 1957—1961 годах — эксперт ЮНЕСКО в Париже.
В 1965 году защитил диссертацию на соискание учёной степени доктора исторических наук.
В 1968 году присвоено учёное звание профессора.
Старший научный сотрудник Института мировой экономики и международных отношений (ИМЭМО) АН СССР.
Заведующий отделом и заместитель директора Института международного рабочего движения АН СССР.
Профессор и заведующий кафедрой МГИМО.
С 1976 года — консультант Международного отдела ЦК КПСС.
С ноября 1991 года — главный научный сотрудник Института Европы РАН, создатель и руководитель Центра средиземноморских и черноморских проблем.
Принимал участие международных конференций правительственного (ООН, ЮНЕСКО, специальные сессии Генеральной ассамблеи ООН по разоружению) и неправительственного уровня.
Владел английским, итальянским и французским языками.

## Научные труды

### Монография
- Ковальский Н. А. Итальянский народ — против фашизма: Из истории освободительной борьбы в годы Второй мировой войны. — М.: Госполитиздат, 1957. — 184 с.
- Ковальский Н. А. Дела ватиканские. — М.: Госполитиздат, 1962. — 64 с.
- Ковальский Н. А. Международные католические организации. — М.: Изд-во МГИМО, 1962. — 111 с.
- Ковальский Н. А. Ватикан и мировая политика: Организация внешнеполитической деятельности католического клерикализма / Акад. наук СССР. Ин-т мировой экономики и междунар. отношений. — М.: Международные отношения, 1964. — 268 с.
- Ковальский Н. А. Современный католицизм и рабочее движение. — М.: Знание, 1973. — 64 с. (Новое в жизни, науке, технике. Серия "Естествознание и религия" 1).
- Ковальский Н. А. Католицизм и мировое социальное развитие. — М.: Наука, 1974. — 183 с. (Научно-атеистическая серия/ АН СССР).
- Ковальский Н. А. Эволюция социальной доктрины церкви. — М.: Знание, 1974. — 64 с.
- Ковальский Н. А. Церковь и проблемы мира. — М.: Знание, 1976. — 64 с. (Новое в жизни, науке, технике, Научный атеизм; 1).
- Ковальский Н. А. Религиозные организации и проблемы европейской безопасности и сотрудничества. — М.: Знание, 1977. — 64 с. (Новое в жизни, науке, технике. Серия "Научный атеизм". № 1).
- Ковальский Н. А. Социальная роль церкви в освободившихся странах. — М.: Знание, 1978. — 64 с. (Новое в жизни, науке, технике. Серия "Научный атеизм". № 10, 1978 г.).
- Ковальский Н. А. Империализм. Религия. Церковь. — М.: Политиздат, 1986. — 271 с.
- Ковальский Н. А., Иванова И. М. Католицизм и международные отношения. — М.: Международные отношения, 1989. — 270 с. ISBN 5-7133-0048-X

### Статьи
- Ковальский Н. А. Бог неба — это и Бог земли // Политические исследования. — 1992. — № 1.